# Classe Cavallari
Le motovedette d'altura Classe Cavallari sono delle unità navali della Guardia costiera italiana, realizzate nel cantiere navale CRN di Ancona tra il 1988 e il 1990 ed entrate in servizio nel 1990.

## Caratteristiche
Le unità navali di questa classe realizzate in quattro esemplari sono state realizzate con scafo in acciaio e sovrastruttura in lega ed avevano all'epoca della loro entrata in servizio un dislocamento di 130 tonnellate ed era equipaggiata con quattro motori diesel Isotta Fraschini ID36 SS8V che avevano una potenza di 4720 HP e consentivano una velocità massima di 22 nodi con un'autonomia di 1000 miglia.
Le imbarcazioni tra il 2010 e il 2012 sono state sottoposte a lavori di ammodernamento/trasformazione allo scafo, alla sovrastruttura, agli impianti e alla componente radioelettrica di comunicazione e scoperta per essere specializzata alla specifica attività di vigilanza pesca, che hanno visto la sostituzione dei radar di navigazione GEM con radar Furuno e dei propulsori originali con due motori diesel Caterpillar 32C da 1193 KW che consentono all'unità di raggiungere una velocità di 17 nodi ed un'autonomia ridotta a 500 miglia. Al termine dei lavori, svolti presso i cantieri Siman di La Spezia, il loro dislocamento ha raggiunto 156 tonnellate.
Le imbarcazioni dispongono di una imbarcazione ausiliaria in vetroresina.
L'armamento è costituito da due mitragliatrici MG 42/59 calibro 7,62 NATO.

## Unità
| Oreste Cavallari |  | CP-401 | 1988 | 1989 | 1989          | 8968129 //        | riammodernata e rientrata in servizio nel 2012          |
| Renato Pennetti  |  | CP-402 | 1988 | 1990 |               | 8968131 //        | riammodernata e rientrata in servizio il 29 maggio 2012 |
| Walter Facchin   |  | CP-403 | 1988 | 1990 | 1 agosto 1990 | 8968155 247309800 | riammodernata e rientrata in servizio nel 2012          |
| Gaetano Magliano |  | CP-404 | 1988 | 1990 |               | 8968143 247155900 | riammodernata e rientrata in servizio il 29 maggio 2012 |